# Sveriges regering

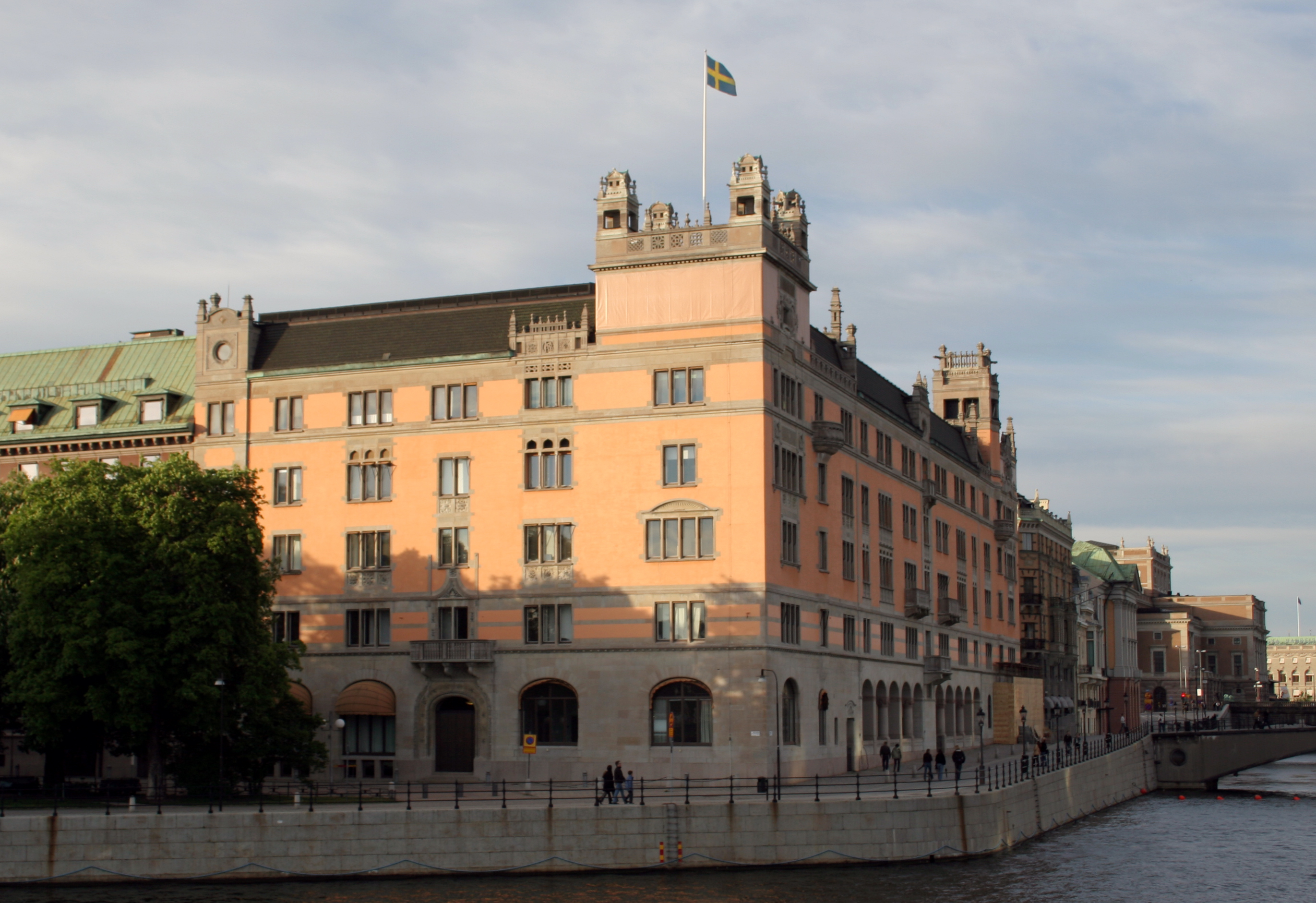
Regeringens säte är Rosenbad samt omgivande hus på Norrmalm i Stockholm.

Sveriges regering, regeringen, formellt Konungariket Sveriges regering, före den 1 januari 1975 officiellt benämnd Kungl. Maj:t eller statsrådet, är Sveriges högsta verkställande myndighet. Regeringen består av statsministern och övriga statsråd. Regeringen är kollektivt ansvarig inför riksdagen och måste i enlighet med principen om negativ parlamentarism tolereras av riksdagen för att bestå. Regeringen kan således verka så länge den inte har en riksdagsmajoritet emot sig.
Till sitt förfogande har regeringen flera departement, Statsrådsberedningen och Förvaltningsavdelningen som tillsammans utgör avdelningar inom Regeringskansliet, vars myndighetschef är statsministern. Under ett år fattar regeringen beslut i cirka 10 000 ärenden, där den största merparten är beredda ärenden som kan antas utan diskussion.

## Historia
Sveriges regering har sitt ursprung i det råd, kallat "rådet" eller "rikets råd", som omgav kungen från äldre tid. Rådets verksamhet är belagt åtminstone sedan medeltid. Under Magnus Erikssons förmyndartid på 1320-talet började rådet kallas "rikets råd" istället för den äldre benämningen "Konungens råd". Medlemmarna bestod i äldre tid oftast av stormän. De olika medlemmarna hade olika titlar som markerade deras funktion, bland annat kallades konungens ställföreträdare för riksdrots. Efter 1500-talet kom nya titlar till, bland annat riksskattmästare, dessa ämbeten som hade med statens funktion kallades gemensamt för riksämbetsmän. Benämningen "rådet" lever än idag kvar i ordet statsråd, vilket är den officiella titeln på regeringens medlemmar förutom statsministern.
Riksrådet avvecklades av Gustav III efter införandet av Förenings- och säkerhetsakten under riksdagen 1789, och ersattes av Rikets allmänna ärendens beredning.
I och med 1809 års regeringsform fick Beredningen andra uppgifter, och ersattes som regeringsorgan av Statsrådet (vilket ursprungligen refererade både till kollektivet och dess enskilda medlemmar). Fram till utgången av 1974 ledde Konungen regeringssammanträdena, då kallade konselj (Kunglig majestät). Statsråden, som alla utsågs av Konungen, var i formell mening dennes rådgivare och det var formellt sett Konungen som enrådigt fattade alla regeringsbeslut och promulgerade lag (kunglig sanktion). Ursprungligen ägde konseljerna alltid rum på Stockholms slott. 
| ”                                                                              | Enligt den parlamentariska praxis som vuxit fram i vårt land och som nu föreslås bli grundlagsfäst ankommer det på regeringen att under ansvar inför riksdagen utöva vad som med en term hämtad från nuvarande RF benämns riksstyrelsen. I parlamentarismen såsom den nu allmänt uppfattas och kommer till uttryck i förslaget till RF ligger att regeringen är ett kollektiv, uppbyggt kring statsministerns person, vilket får förutsättas hållas samman av gemensamma politiska värderingar och målsättningar. | „ |
| – Justitieminister Lennart Geijer i Kungl Maj:ts proposition 1973:90, sid. 171 | |   |

Efter att 1974 års regeringsform trädde i kraft 1 januari 1975 leder statsministern regeringssammanträdena och dessa äger sedan 1982 rum på Rosenbad. Fortfarande hålls konselj på Stockholms slott några gånger om året. De är numera möten som går ut på att informera statschefen om regeringens dagsaktuella arbete, så kallad informationskonselj, och statsministern är enligt regeringsformen skyldig att hålla statschefen informerad om rikets angelägenheter. Konselj är också obligatorisk efter att riksdagen valt en ny statsminister. Det är vid konseljen som den nya regeringen formellt tillträder.

## Uppgifter
- Genomförandet av de lagar som riksdagen har beslutat om
- Införande av särskilda tillämpningsregler avseende olika lagar
- Initiativ till och tillsättande av statliga utredningar
- Formulerande av lagförslag i form av propositioner
- Författande av statens budget
- Utnämningar av landshövdingar, generaldirektörer för statliga myndigheter med mera
- Benådanden eller mildrade straff för dömda brottslingar
- Rättsliga avgöranden inom Högsta förvaltningsdomstolen
- Utrikesförhandlingar och representation

Regeringen har i princip ansvar för allting som enligt regeringsformen inte tillkommer riksdagen, det vill säga allt utom budgetreglering och lagstiftning. Denna behörighet brukar kallas för restkompetensen. Regeringen är till exempel statsförvaltningens högsta chef och har rätt att utfärda verkställighetsföreskrifter till lagarna och har rätt att förordna om nyval till riksdagen. Regeringens makt anses ha stärkts i Sverige på senare år, i förhållande till riksdagen, bland annat som en följd av EU-medlemskapet

## Tillsättning och regeringstyper

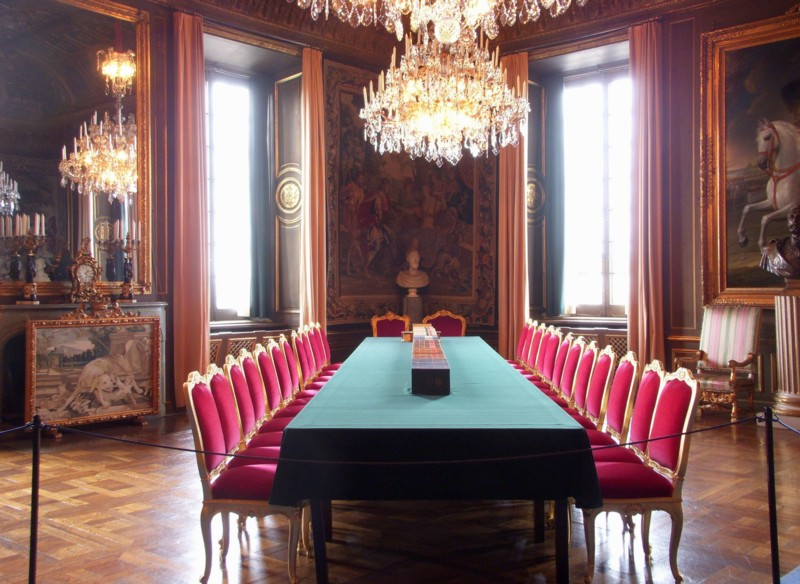
Konseljsalen på Stockholms slott är platsen där regeringsskiften äger rum samt där regeringen håller informationskonselj inför statschefen.

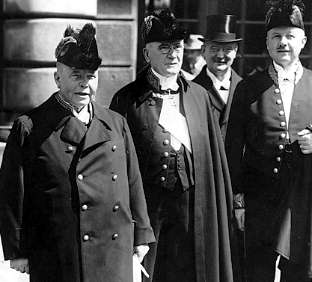
Statsministern Arvid Lindman (till vänster) på Slottets borggård vid sin andra regerings tillträde 1928 i sällskap av statsrådskollegerna Ernst Trygger, Claes Lindskog och Sven Lübeck. De tre främre är klädda i statsrådsuniform.

Statsministern utses av riksdagen på förslag av talmannen. Statsråden utses av statsministern som sedan informerar riksdagen. Därefter tillträder den nya regeringen vid en skifteskonselj. I koalitionsregeringar är det dock i praktiken respektive partis partiledare som utser partiets statsråd. 
Om regeringen består av ett eller flera partier som tillsammans har 175 eller fler riksdagsmandat, är regeringen en majoritetsregering. Om ett sådant regeringsunderlag inte kan skapas, måste istället en minoritetsregering bildas. Eftersom regeringen behöver stöd för sina propositioner i Sveriges riksdag, behöver en minoritetsregering stöd från minst ett annat parti, ett så kallat stödparti, eller enskilda ledamöter från ett annat parti. Om flera samverkande partier tillsammans bildar regering kallas det koalitionsregering, medan en regering som endast har statsråd från ett parti kallas enpartiregering. Om en regering innehåller företrädare från alla eller nästan alla riksdagspartier, kallas den ibland för samlingsregering. Senast Sverige hade en samlingsregering var under andra världskriget.
Riksdagen kan avsätta regeringen genom en misstroendeförklaring mot statsministern eller avsätta ett enskilt statsråd genom misstroendeförklaring mot detta statsråd. Vart fjärde år sker ett nytt riksdagsval. Om det parlamentariska läget efter valet är oförändrat, kan regeringen enligt gällande praxis sitta kvar utan att talmannen uppdras att pröva andra regeringsalternativ. Skulle regeringen med eventuella stödpartier däremot inte längre ha majoritet i riksdagen, avgår statsministern normalt självmant. Regeringen kan själv utlysa extra riksdagsval mellan de ordinarie valen. Om en sittande regering avgår, sitter den ändå kvar under en övergångsperiod som expeditionsregering till dess att en ny regering tillträder.

## Departement
Den nuvarande regeringen, regeringen Kristersson, omfattar 24 statsråd inklusive statsministern. Antalet regleras inte i lag utan är helt upp till statsministern. Under delar av 2000-talet har Guinness rekordbok listat den svenska regeringen som världens mest jämställda med 11 kvinnliga av samtliga 22 statsråd. Statsministern leder regeringens arbete och är den officiella regeringschefen. Ibland har vice statsministrar utsetts; om ingen sådan finns är den mest seniore ministern vice statsminister.
Regeringskansliet är indelat i Statsrådsberedningen, ett antal departement och en förvaltningsavdelning. Antalet departement är inte fastställt i lag. Sålunda är vissa statsråd även departementschefer, medan andra ansvarar för delområden inom ett större departement. Statsråden är vanligtvis riksdagsledamöter men de behöver inte vara det. Statsråd som är riksdagsledamöter, inklusive statsministern, ger upp sin plats i riksdagen under den tid de är ministrar och ersätts då av en annan representant från samma parti. Under sina besök i riksdagen - till exempel under interpellationer (frågor till regeringen från riksdagsledamöterna) - sitter ministrarna på särskilt utsedda platser i det nedre vänstra hörnet av riksdagens plenisal.

### Statsförvaltningen
En statlig förvaltningsmyndighet lyder under regeringen om inte myndigheten enligt regeringsformen eller annan lag är myndighet under riksdagen. Regeringen låter departementen i Regeringskansliet handlägga frågor och utgöra kontaktpunkter till myndigheterna uppdelat efter departementens sakområden. Det förekommer undantagsvis att fler än ett departement är kontaktpunkt mot en viss myndighet. Myndigheten lyder dock under regeringen och inte under Regeringskansliet eller något av departementen.
Förvaltningsmyndigheterna står, till skillnad från domstolarna, i ett principiellt lydnadsförhållande till regeringen. Emellertid gäller den begränsningen att varken riksdagen eller regeringen får bestämma hur en myndighet ska besluta i ett ärende som utgör myndighetsutövning mot enskild eller mot kommun eller som rör tillämpning av lag.

## Sveriges ministärer och regeringar

### Statsråd under1809 års regeringsform
Fram till år 1876 var konungen inte bara statschef utan också regeringschef. Samtliga ministärer var ämbetsmannaregeringar, och dess medlemmar utvaldes av kungen, utan parlamentarisk inblandning. Ministärens ledamöter var sammanlagt 9.
- Karl XIII:s statsråd
- Karl XIV Johans statsråd (till 1840)
- Karl XIV Johans statsråd (från 1840)
- Oscar I:s statsråd
- Karl XV:s statsråd
- Oscar II:s statsråd

### Statsråd efter regeringschefsreformen 1876
1876 inrättades statsministerämbetet, vilket ersatte kungen i rollen som regeringschef. 1809 års regeringsform reviderades i enlighet med detta, men fortfor att vara gällande.
Tvåkammarriksdagen hade ersatt ståndsriksdagen 1866, men det dröjde till 1900-talets första decennier innan partiväsendet på allvar slog igenom. Under 1800-talet var många riksdagsledamöter oanslutna, och ministärerna bestod av ämbetsmän, såväl utan som med riksdagsmandat, som förtjänat kungens förtroende.
Turerna kring den svensk-norska unionens upplösning föranledde 1905 ämbetsmannaregeringen Ramstedts avgång. För första gången genomfördes i Sverige ett totalt regeringsskifte - tidigare hade aldrig en hel regering avgått simultant; ministrarna hade istället tillträtt och avgått successivt. Den efterföljande ministären, koalitionsregeringen Lundeberg, var den första att bildas utifrån riksdagens sammansättning, istället för de utnämnda statsrådens relation till kungen. Dess tillträde innebar sålunda ett första verkligt genombrott för parlamentarismen i Sverige.
Samma höst genomfördes andrakammarvalet 1905, i vilket liberalernas framgångar innebar att Sverige fick sin första enpartiregering - regeringen Staaff I. För första gången hade ett allmänt val haft markant påverkan på regeringsbildningen.
| Färgkoder: | Obunden                                                                | Socialdemokratisk | Center | Liberal | Konservativ |
|            | Vid koalitionsregering anger färgen statsministerns partitillhörighet. |                   |        |         |             |

| Ministär           | Statsminister           | Period                               | Typ av regering                                               | Parti(er)                                                     |
| ------------------ | ----------------------- | ------------------------------------ | ------------------------------------------------------------- | ------------------------------------------------------------- |
| De Geer d.ä.       | Louis De Geer d.ä.      | 1876.03.20 – 1880.04.19              | Ämbetsmannaregering                                           | —                                                             |
| Posse              | Arvid Posse             | 19 april 1880 – 13 juni 1883         | Ämbetsmannaregering                                           | —                                                             |
| Thyselius          | Carl Johan Thyselius    | 13 juni 1883 – 16 maj 1884           | Ämbetsmannaregering                                           | —                                                             |
| Themptander        | Robert Themptander      | 16 maj 1884 – 6 februari 1888        | Ämbetsmannaregering                                           | —                                                             |
| Bildt              | Gillis Bildt            | 6 februari 1888 – 12 oktober 1889    | Ämbetsmannaregering                                           | —                                                             |
| Åkerhielm          | Gustaf Åkerhielm        | 12 oktober 1889 – 10 juli 1891       | Ämbetsmannaregering                                           | —                                                             |
| Boström I          | Erik Gustaf Boström     | 10 juli 1891 – 12 september 1900     | Ämbetsmannaregering                                           | —                                                             |
| von Otter          | Fredrik von Otter       | 12 september 1900 – 5 juli 1902      | Ämbetsmannaregering                                           | —                                                             |
| Boström II         | Erik Gustaf Boström     | 5 juli 1902 – 13 april 1905          | Ämbetsmannaregering                                           | —                                                             |
| Ramstedt           | Johan Ramstedt          | 13 april 1905 – 2 augusti 1905       | Ämbetsmannaregering                                           | —                                                             |
| Lundeberg          | Christian Lundeberg     | 2 augusti 1905 – 7 november 1905     | Majoritetskoalition                                           | Allmänna valmansförbundet, Liberala samlingspartiet           |
| Staaff I           | Karl Staaff             | 7 november 1905 – 29 maj 1906        | Minoritetsregering                                            | Liberala samlingspartiet                                      |
| Lindman I          | Arvid Lindman           | 29 maj 1906 – 7 oktober 1911         | Minoritetsregering                                            | Allmänna valmansförbundet                                     |
| Staaff II          | Karl Staaff             | 7 oktober 1911 – 17 februari 1914    | Minoritetsregering                                            | Liberala samlingspartiet                                      |
| Hammarskjöld       | Hjalmar Hammarskjöld    | 17 februari 1914 – 30 mars 1917      | Ämbetsmannaregering                                           | —                                                             |
| Swartz             | Carl Swartz             | 30 mars 1917 – 19 oktober 1917       | Minoritetsregering                                            | Allmänna valmansförbundet                                     |
| Edén               | Nils Edén               | 19 oktober 1917 – 10 mars 1920       | Majoritetskoalition                                           | Liberala samlingspartiet, Socialdemokraterna                  |
| Branting I         | Hjalmar Branting        | 10 mars 1920 – 27 oktober 1920       | Minoritetsregering                                            | Socialdemokraterna                                            |
| De Geer d.y.       | Louis De Geer d.y.      | 27 oktober 1920 – 23 februari 1921   | Ämbetsmannaregering                                           | —                                                             |
| von Sydow          | Oscar von Sydow         | 23 februari 1921 – 13 oktober 1921   | Ämbetsmannaregering                                           | —                                                             |
| Branting II        | Hjalmar Branting        | 13 oktober 1921 – 19 april 1923      | Minoritetsregering                                            | Socialdemokraterna                                            |
| Trygger            | Ernst Trygger           | 19 april 1923 – 18 oktober 1924      | Minoritetsregering                                            | Allmänna valmansförbundet                                     |
| Branting III       | Hjalmar Branting        | 18 oktober 1924 – 24 januari 1925    | Minoritetsregering                                            | Socialdemokraterna                                            |
| Sandler            | Rickard Sandler         | 24 januari 1925 – 7 juni 1926        | Minoritetsregering                                            | Socialdemokraterna                                            |
| Ekman I            | Carl Gustaf Ekman       | 7 juni 1926 – 2 oktober 1928         | Minoritetskoalition                                           | Frisinnade folkpartiet, Sveriges liberala parti               |
| Lindman II         | Arvid Lindman           | 2 oktober 1928 – 7 juni 1930         | Minoritetsregering                                            | Allmänna valmansförbundet                                     |
| Ekman II           | Carl Gustaf Ekman       | 7 juni 1930 – 6 augusti 1932         | Minoritetsregering                                            | Frisinnade folkpartiet                                        |
| Hamrin             | Felix Hamrin            | 6 augusti 1932 – 24 september 1932   | Minoritetsregering                                            | Frisinnade folkpartiet                                        |
| Hansson I          | Per Albin Hansson       | 24 september 1932 – 19 juni 1936     | Minoritetsregering                                            | Socialdemokraterna                                            |
| Pehrsson-Bramstorp | Axel Pehrsson-Bramstorp | 19 juni 1936 – 28 september 1936     | Minoritetsregering                                            | Bondeförbundet                                                |
| Hansson II         | Per Albin Hansson       | 28 september 1936 – 13 december 1939 | Majoritetskoalition                                           | Socialdemokraterna, Bondeförbundet                            |
| Hansson III        | Per Albin Hansson       | 13 december 1939 – 31 juli 1945      | Samlingsregering                                              | Socialdemokraterna, Bondeförbundet, Högerpartiet, Folkpartiet |
| Hansson IV         | Per Albin Hansson       | 31 juli 1945 – 11 oktober 1946       | Minoritetsregering                                            | Socialdemokraterna                                            |
| Erlander I         | Tage Erlander           | 11 oktober 1946 – 1 oktober 1951     | Minoritetsregering                                            | Socialdemokraterna                                            |
| Erlander II        | Tage Erlander           | 1 oktober 1951 – 31 oktober 1957     | Majoritetskoalition                                           | Socialdemokraterna, Bondeförbundet                            |
| Erlander III       | Tage Erlander           | 31 oktober 1957 – 14 oktober 1969    | Minoritetsregering (1957-1968) Majoritetsregering (1968-1969) | Socialdemokraterna                                            |
| Palme I            | Olof Palme              | 14 oktober 1969 – 31 december 1974   | Majoritetsregering (1969-1970) Minoritetsregering (1971-1974) | Socialdemokraterna                                            |

### Regeringar under1974 års regeringsform
| Färgkoder: | Socialdemokratisk                                                      | Center | Liberal | Moderat |
|            | Vid koalitionsregering anger färgen statsministerns partitillhörighet. |        |         |         |

| Regering     | Statsminister       | Period                             | Typ av regering                                                 | Parti(er)                                                                                           |
| ------------ | ------------------- | ---------------------------------- | --------------------------------------------------------------- | --------------------------------------------------------------------------------------------------- |
| Palme I      | Olof Palme          | 1 januari 1975 – 8 oktober 1976    | Minoritetsregering                                              | Socialdemokraterna                                                                                  |
| Fälldin I    | Thorbjörn Fälldin   | 8 oktober 1976 – 18 oktober 1978   | Majoritetskoalition                                             | Centerpartiet, Moderata samlingspartiet, Folkpartiet                                                |
| Ullsten      | Ola Ullsten         | 18 oktober 1978 – 12 oktober 1979  | Minoritetsregering                                              | Folkpartiet                                                                                         |
| Fälldin II   | Thorbjörn Fälldin   | 12 oktober 1979 – 22 maj 1981      | Majoritetskoalition                                             | Centerpartiet, Moderata samlingspartiet, Folkpartiet                                                |
| Fälldin III  | Thorbjörn Fälldin   | 22 maj 1981 – 8 oktober 1982       | Minoritetskoalition                                             | Centerpartiet, Folkpartiet                                                                          |
| Palme II     | Olof Palme          | 8 oktober 1982 – 13 mars 1986      | Minoritetsregering                                              | Socialdemokraterna                                                                                  |
| Carlsson I   | Ingvar Carlsson     | 13 mars 1986 – 27 februari 1990    | Minoritetsregering                                              | Socialdemokraterna                                                                                  |
| Carlsson II  | Ingvar Carlsson     | 27 februari 1990 – 4 oktober 1991  | Minoritetsregering                                              | Socialdemokraterna                                                                                  |
| Bildt        | Carl Bildt          | 4 oktober 1991 – 7 oktober 1994    | Minoritetskoalition                                             | Moderata samlingspartiet, Folkpartiet liberalerna, Centerpartiet, Kristdemokratiska samhällspartiet |
| Carlsson III | Ingvar Carlsson     | 7 oktober 1994 – 22 mars 1996      | Minoritetsregering                                              | Socialdemokraterna                                                                                  |
| Persson      | Göran Persson       | 22 mars 1996 – 6 oktober 2006      | Minoritetsregering                                              | Socialdemokraterna                                                                                  |
| Reinfeldt    | Fredrik Reinfeldt   | 6 oktober 2006 – 3 oktober 2014    | Majoritetskoalition (2006-2010) Minoritetskoalition (2010-2014) | Moderata samlingspartiet, Centerpartiet, Folkpartiet liberalerna, Kristdemokraterna                 |
| Löfven I     | Stefan Löfven       | 3 oktober 2014 – 21 januari 2019   | Minoritetskoalition                                             | Socialdemokraterna, Miljöpartiet de gröna                                                           |
| Löfven II    | Stefan Löfven       | 21 januari 2019 – 9 juli 2021      | Minoritetskoalition                                             | Socialdemokraterna, Miljöpartiet de gröna                                                           |
| Löfven III   | Stefan Löfven       | 9 juli 2021 – 30 november 2021     | Minoritetskoalition                                             | Socialdemokraterna, Miljöpartiet de gröna                                                           |
| Andersson    | Magdalena Andersson | 30 november 2021 – 18 oktober 2022 | Minoritetsregering                                              | Socialdemokraterna                                                                                  |
| Kristersson  | Ulf Kristersson     | 18 oktober 2022 –                  | Minoritetskoalition                                             | Moderata samlingspartiet, Kristdemokraterna, Liberalerna                                            |

## Återkommande fråga till ministrar efter tillkännagivandet
2022 har det sedan flera år förekommit att nya statsråd efter tillkännagivandet ombeds av medier att bekänna "lik i lasten" eller "skelett i garderoben". Nyhetskrönikören Oisín Cantwell sade att det drar ett löjes skimmer över journalistiken och skymmer kvalificerade, viktiga granskningar av makthavare, och att han trodde att journalister och mediehus håller med varandra om att företeelsen är trams.